# The Brandery

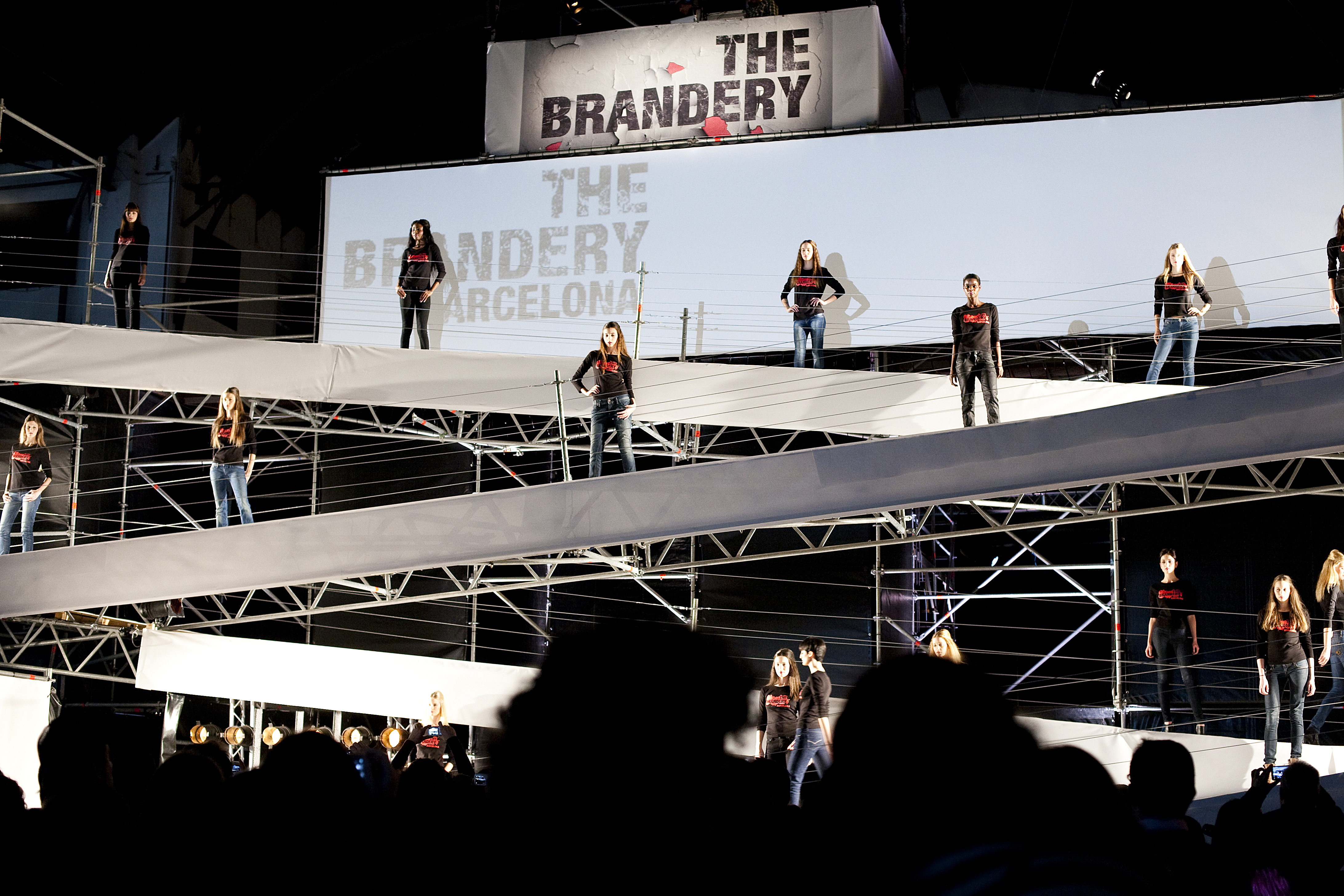
Podium de défilé à The Brandery 2011.

The Brandery est un salon consacré à la mode « jeune et street » qui se tient deux fois par an (janvier, juillet) à Barcelone. Il est organisé par la Fira Barcelona de Monjuïc. Une édition existe également à Singapour : The Brandery Asia.